# Варсонофій Великий
Варсонофій Великий — інколи Варсануфій Великий та Варсонофій Палестинський († 563, Газа, Палестина) - ранньо-християнський єгипетський святий, чернець та подвижник. Народився в Єгипті та жив у повному усамітненні 50 років поблизу монастиря Святого Серидона, в Газі, Палестина. Незвичайність його подвигу була в тому, що він віддалився в пустелю разом з одним зі своїх духовних друзів і замкнувся в келії. 18 років прожили вони разом в келії, а після смерті свого друга Варсонофій віддався цілковитому мовчанню, порушуючи його тілько для блага церкви. 
Він написав багато листів, 800 з них дійшли до нашого часу. Він листувався головне з Йоаном Пророком, архімандритом монастиря Меросала та вчителем Доротея з Гази.
День пам'яті — 6 лютого.

## З життя Варсонофія Великого
Прийшовши в околиці Гази Палестинської і знайшовши там гуртожительну обитель Авви Серида, він влаштував собі малу келію спочатку зовні обителі і, зачинившись в ній, насолоджувався найсолодшим медом безмовлення.
Споживав він поживу інколи двічі в неділю, інколи один раз, а інколи, приходячи в трапезу, підходив до їжі як ніби ситий і, приймаючи її, осуджував самого себе, говорячи: "відчого я не завжди в такому стані", бо від солодості духовної поживи він забував чуттєву.
З часом, омиваючи себе постійними слізьми, Блажений так очистив своє серце не лише від тілесних, але й від душевних пристрастей: самомніння, гордості, чоловікоугодництва, лукавства і інших подібних, ще глибше схованих в серці, що став вище стріл ворожих, набув мир помислів, який є вмістилище дарунків Святого Духа.
Через прозріння сподобився він отримати даровання прозорливості та пророцтва, щоби бачити те, що відбувалося далеко, як і поблизу, майбутнє та теперішнє. Він також знав по благодаті і сердечні стани людей і відповідав тим, хто його питав, не стосовно їхніх слів, але відповідно до напрямку їхнього розуму та думки.

## Посмертне шанування
По смерті, в 850 році, його нетлінне тіло - святі мощі були перевезені палестинським ченцем в місто Орія в Італії, і розміщені єпископом Теодосієм в сучасній церкві Сан Франческо да Паола (Святого Франциска з Паоли). Під час облоги і взяття міста маврами, мощі загубилися але пізніше були віднайдені і розміщені в головній базиліці міста.
В Орії вважають, що він врятував місто від знищення іноземними варварами. Легенда говорить, що він відігнав іспанське вторгнення, з'являючись з мечем перед іспанським головнокомандувачем. Під час II Світової війни, говорять, він розпростяг свою голубу мантію через небо, спричиняючи бурю, запобігши таким чином бомбардування міста Союзними Силами.